# Helvetesmaskinen eller Den Röda hanen
Helvetesmaskinen eller Den Röda hanen är en svensk kort dramafilm från 1912 i regi av Poul Welander. 

## Om filmen
Filmen premiärvisades 3 oktober 1912 på Orientaliska Teatern i Stockholm. Som förlaga har man Palle Rosenkrantz roman Den røde Hane. En gammeldags Roman som utgavs 1908. Romanen dramatiserades och uruppfördes på Folketeatret i Köpenhamn 1908.

## Rollista
- Vilhelm Birch – Hilmer, godsägare
- Philippa Frederiksen – hans hustru
- Agnes Nyrup-Christensen – Inger, deras dotter
- Arnold Christensen – Ola, dräng
- Arvid Ringheim – assessor Richter
- Svend Bille – Scydewitz